# هيو فريز
هيو فريز (بالإنجليزية: Hugh Freeze)‏ هو مدير فني أمريكي، ولد في 27 سبتمبر 1969 في أكسفورد في الولايات المتحدة.